# Hepomidion stygicum
Hepomidion stygicum är en skalbaggsart som beskrevs av Thomson 1878. Hepomidion stygicum ingår i släktet Hepomidion och familjen långhorningar. Inga underarter finns listade i Catalogue of Life.